# Mimi Belete
Mimi Belete Gebregeiorges (arabisch ميمي بيليتي غيبريغيورغيس; * 9. Juni 1988 in Addis Abeba) ist eine bahrainische Leichtathletin äthiopischer Herkunft, die sich auf den Mittel- und Langstreckenlauf spezialisiert hat und seit 2009 für Bahrain startberechtigt ist. Ihre Schwester Almensh Belete startet als Langstreckenläuferin für Belgien. Ihren größten Erfolg feierte sie mit dem Gewinn der Goldmedaille über 5000 m bei den Asienspielen 2010.

## Sportliche Laufbahn
Mimi Belete kam gemeinsam mit ihrer jüngeren Schwester Almensh Belete als politischer Flüchtling nach Belgien, wo sie mit der Leichtathletik begann. 2008 siegte sie beim Silvesterlauf Trier und entschied dann, ab dem kommenden Jahr für Bahrain an den Start zu gehen. Im Februar 2009 siegte sie in 18:23 min beim Eurocross und wurde bei den Crosslauf-Asienmeisterschaften in Manama Zweite hinter ihrer Landsfrau Maryam Yusuf Jamal, ehe sie bei den Crosslauf-Weltmeisterschaften in Amman nach 28:21 min auf den 28. Platz gelangte. Im 1500-Meter-Lauf qualifizierte sie sich für die Weltmeisterschaften in Berlin und erreichte dort das Halbfinale, in dem sie mit 4:13,30 min ausschied. Anschließend gewann sie bei den Arabischen Meisterschaften in Damaskus in 2:09,25 min die Bronzemedaille im 800-Meter-Lauf hinter den Marokkanerinnen Halima Hachlaf und Seltana Aït Hammou und auch über 1500 m sicherte sie sich in 4:16,76 min hinter den Marokkanerinnen Siham Hilali und Btissam Lakhouad die Bronzemedaille. Kurz darauf belegte sie bei den Hallenasienspielen in Hanoi in 2:06,67 min den vierten Platz über 800 m und gewann in 4:19,79 min die Silbermedaille über 1500 m hinter der Chinesin Liu Qing. Dann wurde sie bei den Asienmeisterschaften in Guangzhou in 4:35,30 min Sechste. Im Jahr darauf siegte sie in 17:03 min erneut beim Eurocross und gelangte dann bei den Crosslauf-Weltmeisterschaften in Bydgoszcz nach 25:47 min auf den 16. Platz und wurde beim Bauhaus-Galan in Stockholm, einer Veranstaltung der Diamond League in 4:01,64 min Zweite über 1500 m. Anschließend wurde sie beim Continentalcup in Split in 4:22,27 min Vierte über diese Distanz und nahm dann an den Asienspielen in Guangzhou teil und siegte dort in 15:15,59 min im 5000-Meter-Lauf und gewann in 4:10,42 min die Bronzemedaille über 1500 m hinter ihrer Landsfrau Yusuf Jamal und Trương Thanh Hằng aus Vietnam. 
2011 erreichte sie bei den Weltmeisterschaften im südkoreanischen Daegu das Finale über 1500 m und belegte dort in 4:07,60 min den siebten Platz. Im Jahr darauf nahm sie dann über diese Distanz an den Olympischen Sommerspielen in London teil und schied dort mit 4:05,91 min im Semifinale aus und wurde anschließend in 4:01,72 min erneut Zweite beim Bauhaus-Galan. 2013 gewann sie bei den Arabischen Meisterschaften in Doha in 4:55,19 min die Silbermedaille hinter der Marokkanerin Rababe Arafi und auch bei den Asienmeisterschaften in Pune gewann sie in 4:14,04 min hinter Betlhem Desalegn aus den Vereinigten Arabischen Emiraten die Silbermedaille. Daraufhin gelangte sie bei den Weltmeisterschaften in Moskau bis ins Halbfinale und schied dort mit 4:14,22 min aus. Zudem wurde sie bei den Islamic Solidarity Games in Palembang in 4:21,10 min Vierte. Im Jahr darauf schied sie bei den Hallenweltmeisterschaften in Sopot über 1500 m mit 4:16,02 min im Vorlauf aus. Beim Continentalcup in Marrakesch wurde sie in 4:09,16 min Sechste über 1500 m und in 9:04,11 min Fünfte im 3000-Meter-Lauf. Anschließend nahm sie erneut an den Asienspielen in Incheon teil und gewann dort in 4:11,03 min die Silbermedaille hinter Landsfrau Yusuf Jamal und auch über 5000 m sicherte sie sich in 15:00,87 min die Silbermedaille hinter Yusuf Jamal.
2015 siegte sie in 16:50,90 min über 5000 m bei den Arabischen Meisterschaften in Manama und gewann in 5:24,20 min auch die Bronzemedaille über 1500 m hinter der Sudanesin Amina Bakhit und Rababe Arafi aus Marokko. Ende Juli wurde sie in 8:53,96 min Dritte über 3000 m beim Bauhaus-Galan und startete anschließend über 5000 m bei den Weltmeisterschaften in Peking, bei denen sie sich mit 15:17,01 min im Finale auf dem elften Platz klassierte. Daraufhin gelangte sie bei den Militärweltspielen im südkoreanischen Mungyeong in 15:48,94 min Vierte. Im Jahr darauf nahm sie erneut an den Olympischen Spielen in Rio de Janeiro teil, verpasste diesmal aber mit 15:29,72 min den Finaleinzug über 5000 m. Fortan fokussiert sich Belete auf den Straßenlauf und siegte im Frühjahr 2017 in 1:09:15 h beim Verona-Halbmarathon und wurde 2018 beim Hamburg-Marathon in 2:26:06 h Dritte und siegte dann im Oktober beim Toronto Waterfront Marathon mit der Streckenrekordzeit von 2:22:29 h. 2020 wurde sie beim prestigeträchtigen Osaka Women’s Marathon in 2:22:40 h Zweite.

## Persönliche Bestzeiten
- 800 Meter: 2:04,63 min, 26. Mai 2010 in Nijmegen
  - 800 Meter (Halle): 2:06,67 min, 2. November 2009 in Hanoi
- 1500 Meter: 4:00,08 min, 5. Juli 2014 in Saint-Denis
  - 1500 Meter (Halle): 4:12,10 min, 6. Februar 2014 in Stockholm
- 2000 Meter: 5:38,53 min, 31. August 2013 in Amsterdam
- 3000 Meter: 8:30,00 min, 9. Mai 2014 in Doha
  - 3000 Meter (Halle): 9:11,26 min, 20. Februar 2016 in Glasgow
- 2 Meilen: 9:13,85 min, 31. Mai 2014 in Eugene (asiatische Bestleistung)
- 5000 Meter: 14:54,71 min, 18. Juli 2015 in Heusden-Zolder
- Halbmarathon: 1:08:16 h, 28. April 2019 in Gifu
- Marathon: 2:21:22 h, 20. Oktober 2019 in Amsterdam